# Danas Rapšys
Danas Rapšys (Panevėžys, 21 de mayo de 1995) es un deportista lituano que compite en natación.
Ganó una medalla de plata en el Campeonato Mundial de Natación de 2024 y cinco medallas en el Campeonato Mundial de Natación en Piscina Corta entre los años 2018 y 2022.
Además, obtuvo cinco medallas en el Campeonato Europeo de Natación entre los años 2016 y 2024, y siete medallas en el Campeonato Europeo de Natación en Piscina Corta entre los años 2017 y 2023.
Participó en dos Juegos Olímpicos de Verano, en los años 2016 y 2020, ocupando el octavo lugar en Tokio 2020, en la prueba de 200 m libre.

## Palmarés internacional
| Campeonato Mundial                  | Campeonato Mundial     | Campeonato Mundial | Campeonato Mundial |
| Año                                 | Lugar                  | Medalla            | Prueba             |
| ----------------------------------- | ---------------------- | ------------------ | ------------------ |
| 2024                                | Doha (Catar)           | Medalla de plata   | 200 m libre        |
| Campeonato Mundial en Piscina Corta |                        |                    |                    |
| Año                                 | Lugar                  | Medalla            | Prueba             |
| 2018                                | Hangzhou (China)       | Medalla de oro     | 400 m libre        |
| 2018                                | Hangzhou (China)       | Medalla de plata   | 200 m libre        |
| 2021                                | Abu Dabi (EAU)         | Medalla de plata   | 400 m libre        |
| 2021                                | Abu Dabi (EAU)         | Medalla de bronce  | 200 m libre        |
| 2022                                | Melbourne (Australia)  | Medalla de bronce  | 400 m libre        |
| Campeonato Europeo                  |                        |                    |                    |
| Año                                 | Lugar                  | Medalla            | Prueba             |
| 2016                                | Londres (Reino Unido)  | Medalla de bronce  | 200 m espalda      |
| 2018                                | Glasgow (Reino Unido)  | Medalla de plata   | 200 m libre        |
| 2021                                | Budapest (Hungría)     | Medalla de bronce  | 400 m libre        |
| 2024                                | Belgrado (Serbia)      | Medalla de oro     | 4 × 200 m libre    |
| 2024                                | Belgrado (Serbia)      | Medalla de plata   | 200 m libre        |
| Campeonato Europeo en Piscina Corta |                        |                    |                    |
| Año                                 | Lugar                  | Medalla            | Prueba             |
| 2017                                | Copenhague (Dinamarca) | Medalla de oro     | 200 m libre        |
| 2017                                | Copenhague (Dinamarca) | Medalla de bronce  | 200 m espalda      |
| 2019                                | Glasgow (Reino Unido)  | Medalla de oro     | 200 m libre        |
| 2019                                | Glasgow (Reino Unido)  | Medalla de oro     | 400 m libre        |
| 2023                                | Otopeni (Rumania)      | Medalla de plata   | 400 m libre        |
| 2023                                | Otopeni (Rumania)      | Medalla de bronce  | 200 m libre        |
| 2023                                | Otopeni (Rumania)      | Medalla de bronce  | 200 m estilos      |